# Nerophis ophidion
Nerophis ophidion is een straalvinnige vissensoort uit de familie van de zeenaalden en zeepaardjes (Syngnathidae). De wetenschappelijke naam van de soort is als Syngnathus ophidion gepubliceerd in 1758 door Linnaeus in de tiende editie van Systema naturae.